# Lipe (Josip Jurčič)
Lipe je povest Josipa Jurčiča. Delo je izhajalo v časopisu Zvon od 1. februarja do 1. junija leta 1870.

## Vsebina
Na posestvu Rodovje sta živela stari Rodovščak, kmečki gospodar iz graščinske rodbine in njegov sin, Lipe Rodovščak, ki se je v mestu šolal in bi mu bilo ljubše s študijem nadaljevati, kot pa kmetijo voditi. Mladenič je nekega dne šel na lov in spotoma srečal dve ženski, gospo Križanovo in njeno lepo hči Mari. Bali sta se prečkati ozko brv nad potokom, zato ju je nesel čez. Po dogodku se je spomnil le lepih oči mlade deklice - zaljubil se je. Kasneje sta si prek pisem izpovedala ljubezen. 
A stara Križanka Lipetu ni zaupala, da bo res poročil njeno hči, raje bi jo dala za ženo zanesljivemu vaškemu učitelju. Kmalu je tudi Lipetov oče izvedel za ljubezen in sinu zabičal, da ga bo razdedinil, če se bo še srečeval z Mari. Kasneje je mladenič zbolel in želel obiskati deklico. Te ni bilo doma, zatem se je mimo njega peljala na vozu, a mu še pomahala ni. Lipe je bil prepričan, da je že pozabila nanj, čeprav ji je bil v resnici še vedno pri srcu. Prek nekaj nespretno napisanih pisem sta se povsem sprla. 
Lipe se je odločil, da bosta z deklico pretrgala zvezo, to je sporočil tudi učitelju in z očetom odšel na zdravljenje v oddaljene toplice. Kasneje je oče v nekem južnem mestu umrl, sin pa se je tam bogato poročil. Ko je Lipetu umrla žena, se je vrnil v domači kraj. Izvedel je, da se njegova nekdanja izbranka ni poročila in da po materini smrti živi sama. Sprva ga ni hotela sprejeti, nato pa mu je le priznala, da mu je že zdavnaj odpustila. In v vasi se že govori o poroki.